# Diocesi di Sigo
La diocesi di Sigo (in latino Dioecesis Siguitana seu Sigensis) è una sede soppressa e sede titolare della Chiesa cattolica.

## Storia
Sigo, identificabile con Bordj-Ben-Zekri nell'odierna Algeria, è un'antica sede episcopale della provincia romana di Numidia.
Sono solo due i vescovi documentati di questa diocesi. Il donatista Cresconio, episcopus Siguitanus, prese parte alla conferenza di Cartagine del 411, che vide riuniti assieme i vescovi cattolici e donatisti dell'Africa romana; la sede in quell'occasione non aveva vescovi cattolici. Cresconio rappresentò anche il vescovo Gaudenzio di Tigisi, che a causa di una malattia non poté essere presente alla conferenza.
Il nome di Vittore, episcopus Suggitanus, figura al 18º posto nella lista dei vescovi della Numidia convocati a Cartagine dal re vandalo Unerico nel 484; Vittore, come tutti gli altri vescovi cattolici africani, fu condannato all'esilio.
Dal XVIII secolo Sigo è annoverata tra le sedi vescovili titolari della Chiesa cattolica; dal 25 febbraio 2025 il vescovo ausiliare è José Maria Pereira, vescovo ausiliare di Rio de Janeiro.

## Cronotassi

### Vescovi residenti
- Cresconio † (menzionato nel 411) (vescovo donatista)
- Vittore † (menzionato nel 484)

### Vescovi titolari
- Daniel Johann Anton von Gebsattel † (6 maggio 1748 - 12 luglio 1788 deceduto)
- Peter Augustine Baines, O.S.B. † (4 febbraio 1823 - 6 luglio 1843 deceduto)
- Peter Kelleter, C.S.Sp. † (12 marzo 1950 - 11 gennaio 1951 nominato vescovo di Bethlehem)
- Benjamin-Octave Roland-Gosselin † (12 aprile 1952 - 23 aprile 1952 nominato arcivescovo titolare di Laodicea di Siria)
- Jean-Emmanuel Marquès † (14 aprile 1953 - 5 gennaio 1957 nominato arcivescovo di Albi)
- John Kwao Amuzu Aggey † (26 gennaio 1957 - 6 luglio 1965 nominato arcivescovo di Lagos)
- Jean-Baptiste Décoste † (20 agosto 1966 - 20 aprile 1972 nominato vescovo di Hinche)
- Joseph Chhmar Salas † (6 aprile 1975 - settembre 1977 deceduto)
- Joseph Keith Symons (16 gennaio 1981 - 4 ottobre 1983 nominato vescovo di Pensacola-Tallahassee)
- Joannes Gerardus ter Schure, S.D.B. † (4 ottobre 1984 - 31 gennaio 1985 nominato vescovo di 's-Hertogenbosch)
- Franziskus Eisenbach † (17 marzo 1988 - 24 maggio 2024 deceduto)
- José Maria Pereira, dal 25 febbraio 2025